# Agosia
Genre
Agosia est un genre de poissons téléostéens de la famille des Cyprinidae et de l'ordre des Cypriniformes. Le genre Agosia est monotypique, c'est-à-dire qu'il n'est composé que d'une seule espèce, Agosia chrysogaster. Cette espèce pouvant également se dénommer (de la traduction anglaise) le « Méné à longues nageoires », se rencontre dans l'ouest de l'Amérique du Nord aux États-Unis et au Mexique.

## Liste des espèces
Selon FishBase (26 septembre 2015) :
- Agosia chrysogaster Girard, 1856